# واگانگتس
واگانگتس (به لاتین: Waganiec) یک روستا در لهستان است که در گمینا واگانگتس واقع شده‌است. واگانگتس  ۱٬۳۰۰ نفر جمعیت دارد.